# Alexander Wilson (atleta)
Alex Wilson (Quebec, Canadá, 1 de diciembre de 1907-9 de diciembre de 1994) fue un atleta canadiense, especialista en la prueba de 4 × 400 m en la que llegó a ser medallista de bronce olímpico en 1932.

## Carrera deportiva
En los JJ. OO. de Los Ángeles 1932 ganó la medalla de bronce en los relevos 4x400 metros, con un tiempo de 3:12.8 segundos, llegando a meta tras Estados Unidos (oro) y Reino Unido (plata), siendo sus compañeros de equipo: Ray Lewis, Phil Edwards y James Ball. Además ganó la medalla de bronce en los 400 metros, tras los estadounidenses Bill Carr y Benjamin Eastman.